# ليونارد شارب
ليونارد شارب (بالإنجليزية: Leonard Sharp)‏ هو ممثل بريطاني (وحمل سابقاً جنسية المملكة المتحدة لبريطانيا العظمى وأيرلندا)، ولد في 1890 في المملكة المتحدة، وتوفي بنفس المكان في 24 أكتوبر 1958.

## وصلات خارجية
- ليونارد شارب على موقع IMDb (الإنجليزية)
- ليونارد شارب على موقع قاعدة بيانات الفيلم (الإنجليزية)